# Piotr Langosz
Piotr Langosz, né le 5 avril 1951, à Świętochłowice, en Pologne, est un ancien joueur et entraîneur polonais de basket-ball.